# Котинга пурпурова
Котинга пурпурова (Cotinga cotinga) — вид горобцеподібних птахів родини котингових (Cotingidae).

## Поширення
Вид поширений у Колумбії, Бразилії, Еквадорі, Перу,  Венесуелі, Суринамі,  Гаяні та  Французькій Гвіані. Птах трапляється у рівнинних дощових лісах та вторинних лісах, серед боліт.